# 鴨脷洲市政大廈

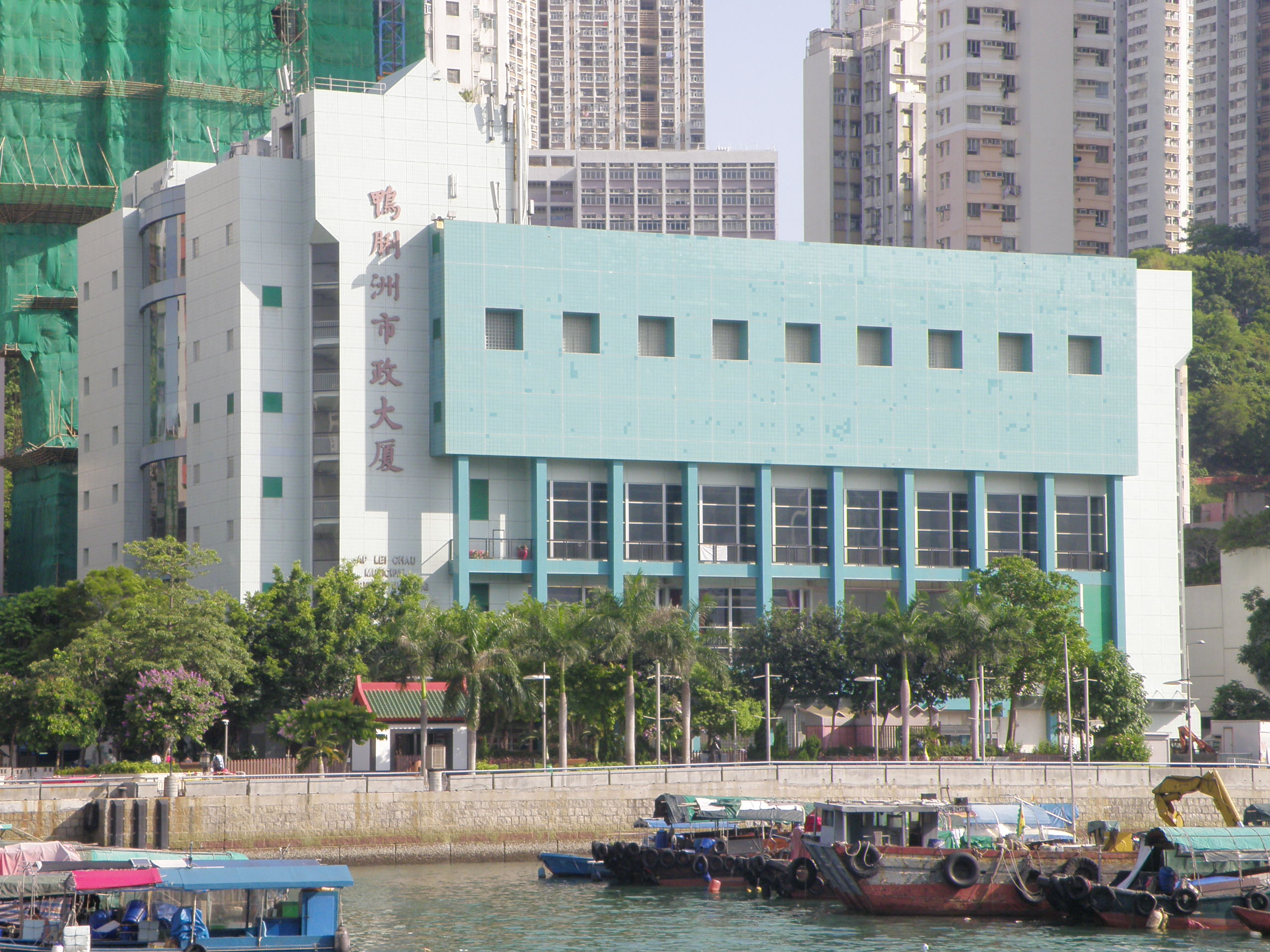
鴨脷洲市政大廈

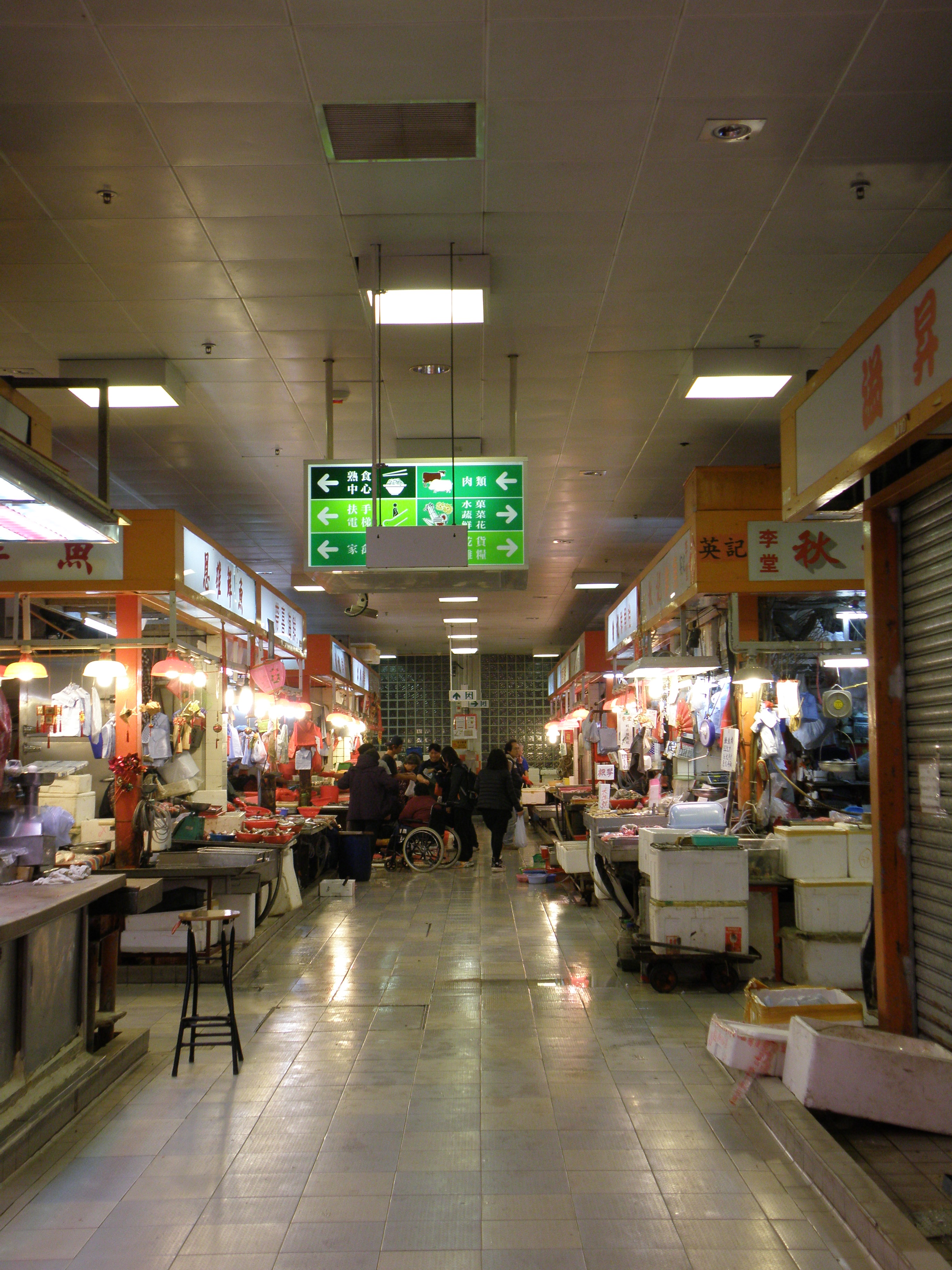
鴨脷洲街市

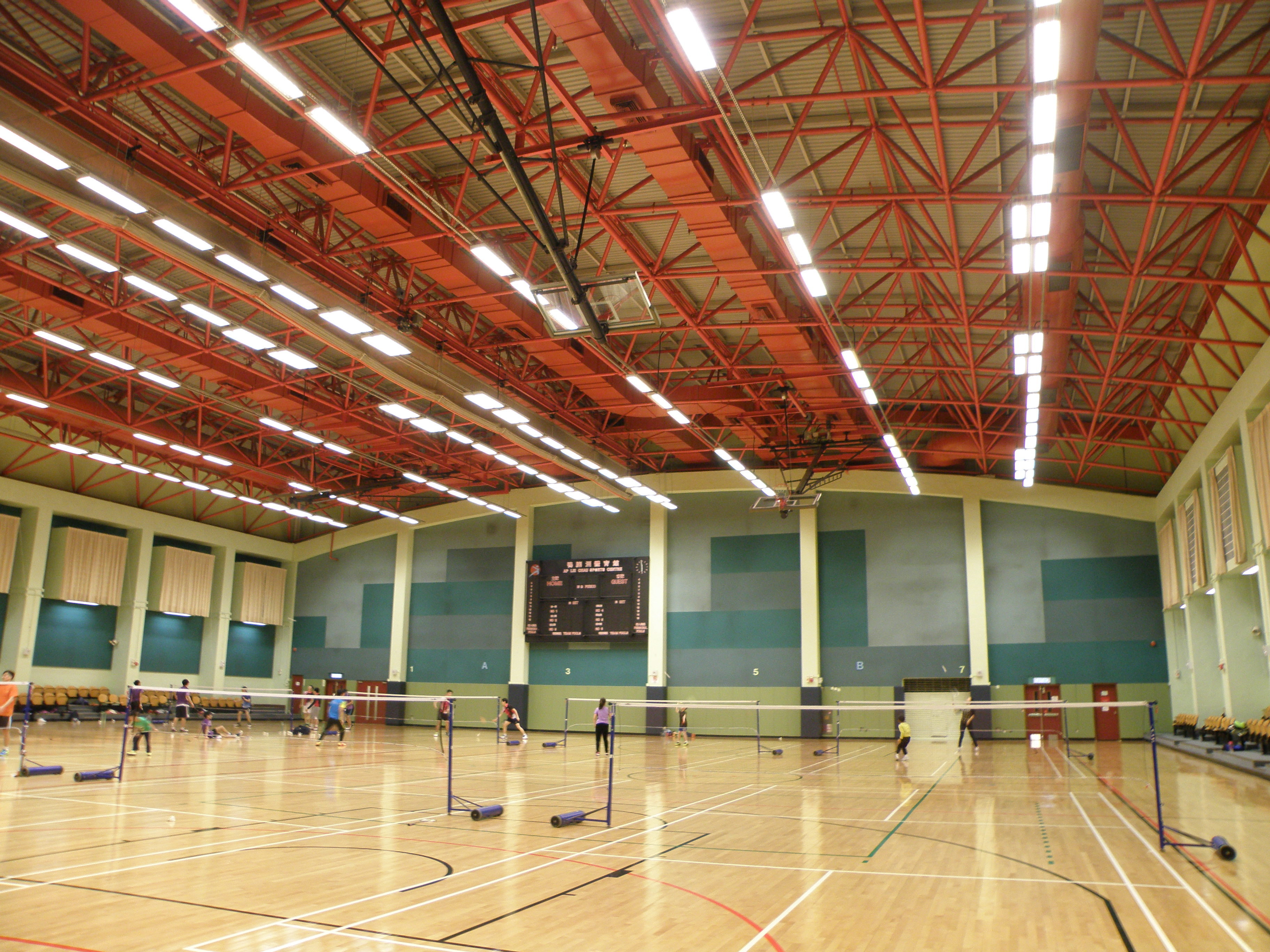
鴨脷洲體育館

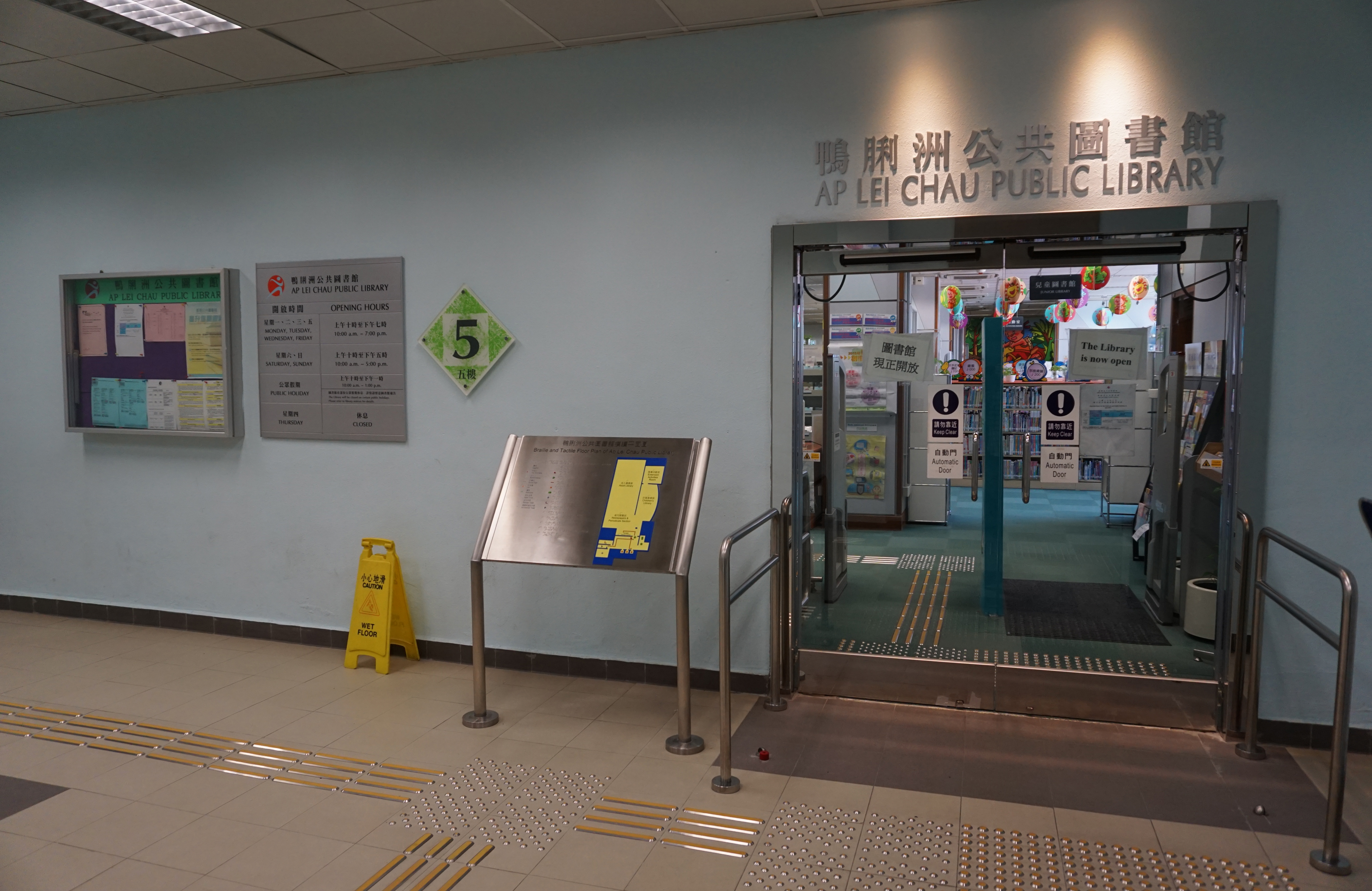
鴨脷洲公共圖書館

鴨脷洲市政大廈（英語：Ap Lei Chau Municipal Services Building），是香港一座多用途的市政大樓，位處於鴨脷洲洪聖街8號，於1996年1月19日動工興建，於1999年3月27日正式啟用，為市政局殺局之前最後一次建成的市政大廈。鴨脷洲市政大廈康樂中心於1998年12月30日率先啟用，其健身室於1999年3月12日啟用。而鴨脷洲公共圖書館於1999年2月20日啟用，佔地500平方米。樓高6層，設有5部升降機，佔地2900平方米，是前市政局（即今日的食物環境衞生署）的第一座設有空氣調節設備的市政大廈，耗資1億7,100百萬興建。大樓曾經於2005年進行過外牆翻新工程。

## 設施
- 地下及1樓：鴨脷洲街市
- 1-3樓：鴨脷洲體育館 （設一個多用途主場、兒童遊戲室、美式桌球室、健身室、2個壁球場、2個室內草地滾球場、2個舞蹈室、2個多用途活動室）
- 2樓：熟食中心
- 2-4樓：家庭康樂中心
- 5樓：鴨脷洲公共圖書館

## 公共交通

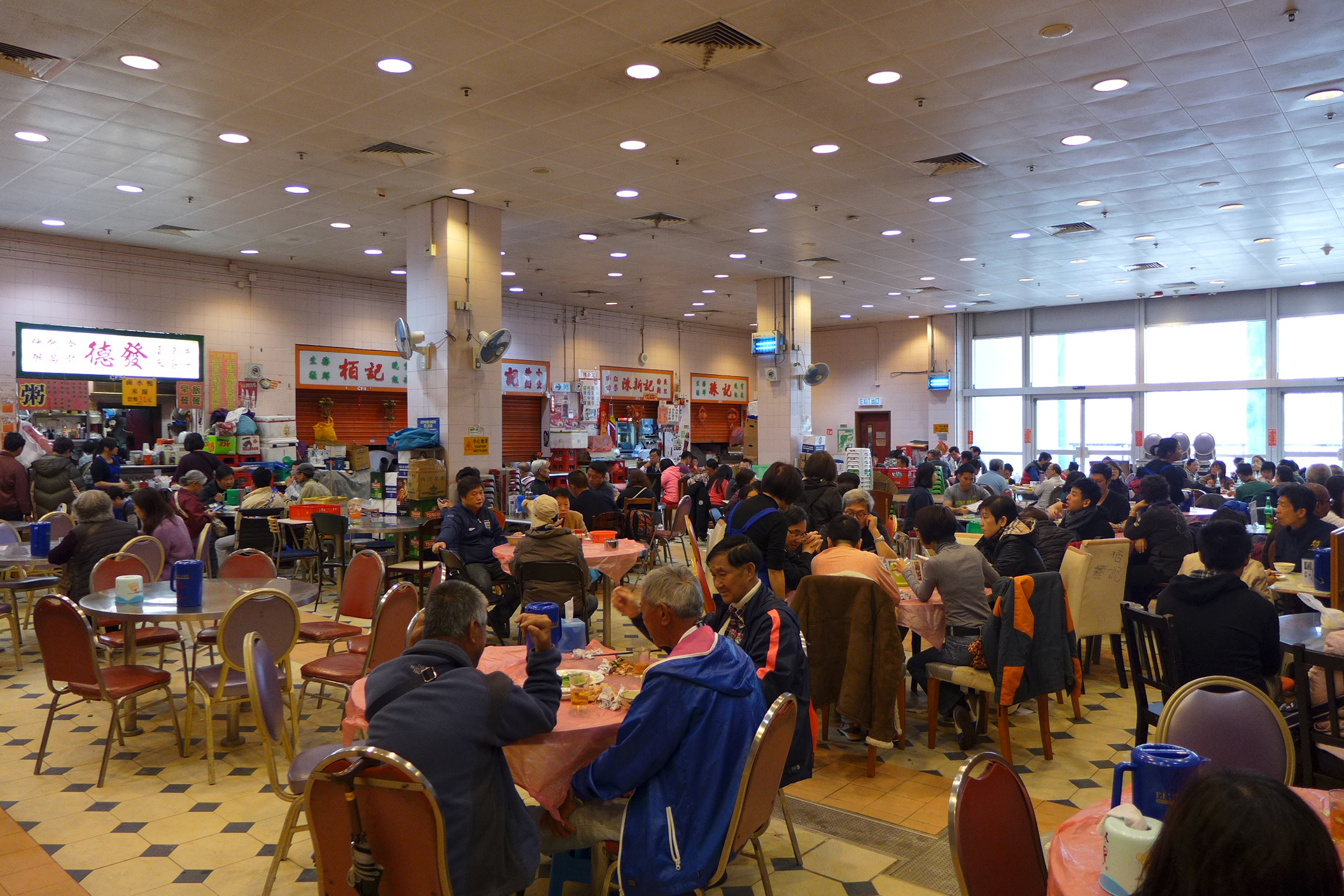
熟食中心
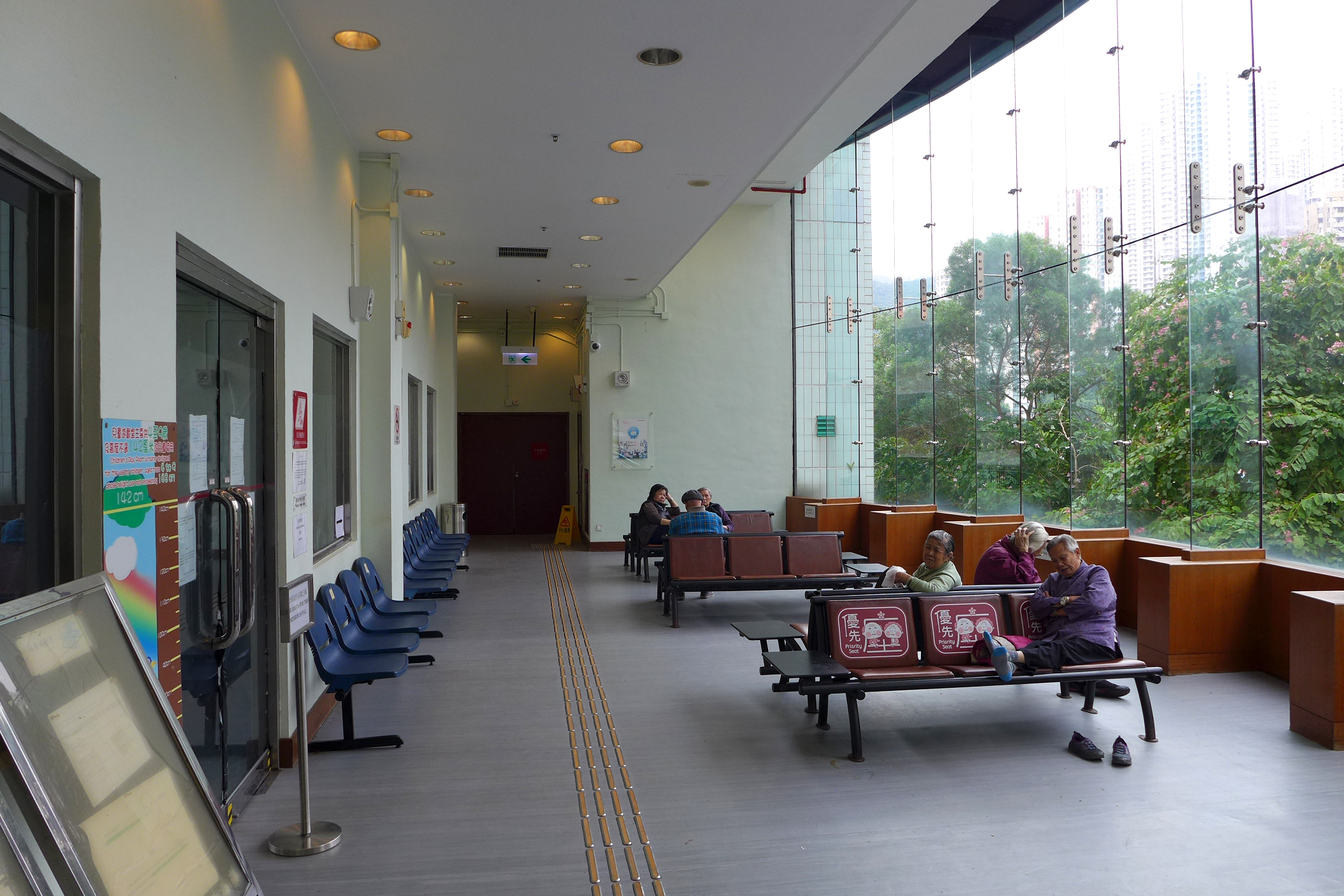
鴨脷洲體育館閒座區
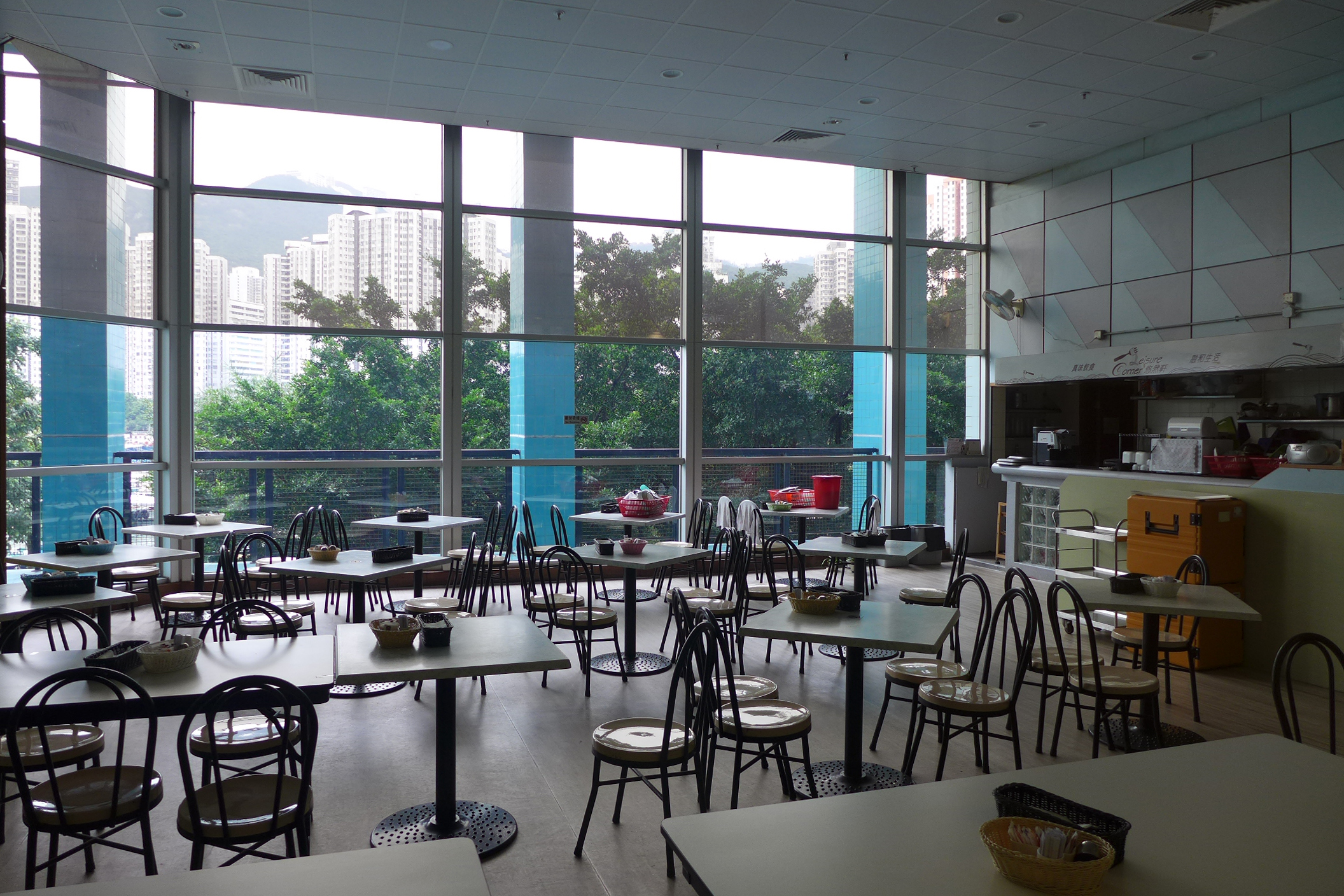
1樓餐廳
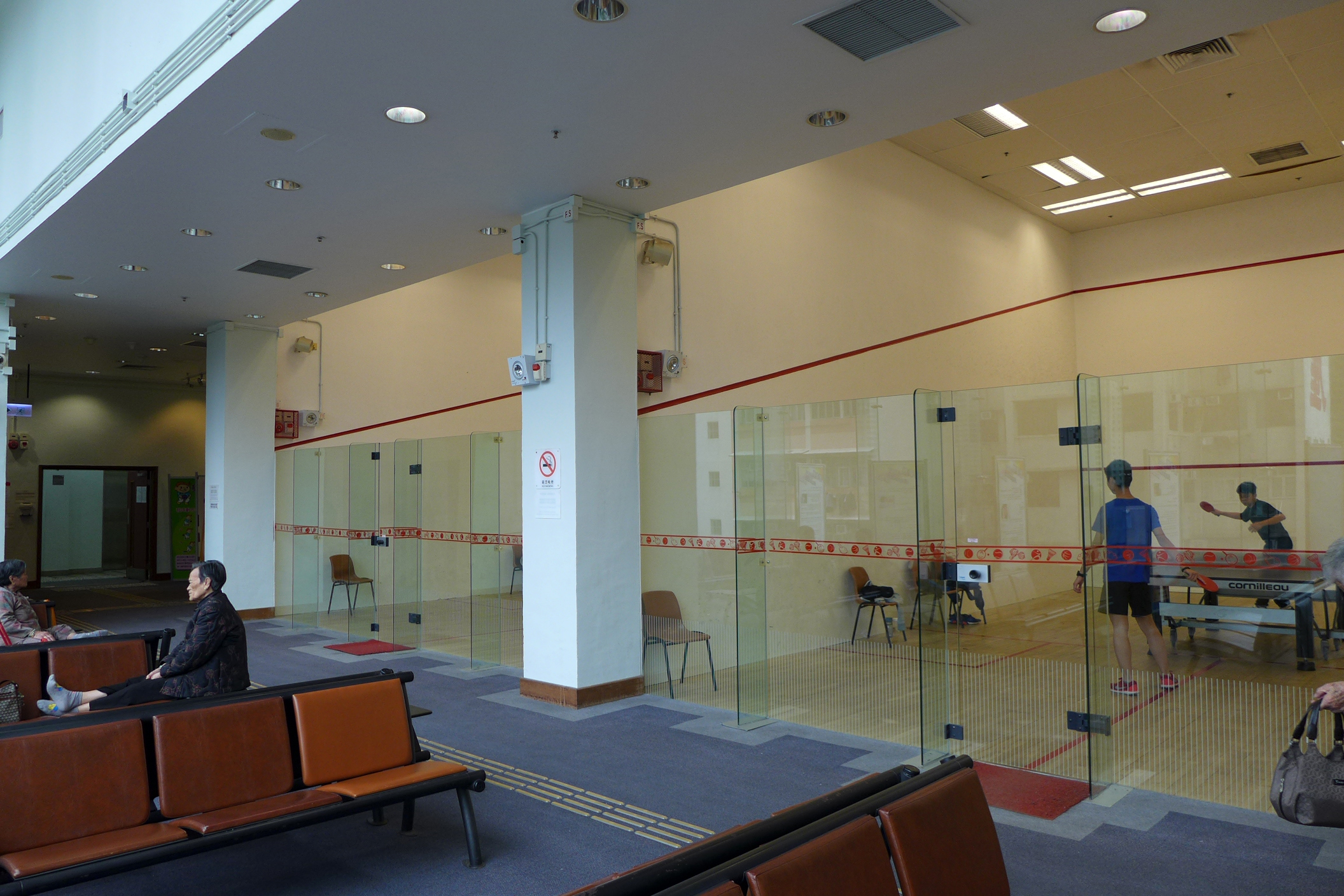
鴨脷洲體育館1樓壁球場
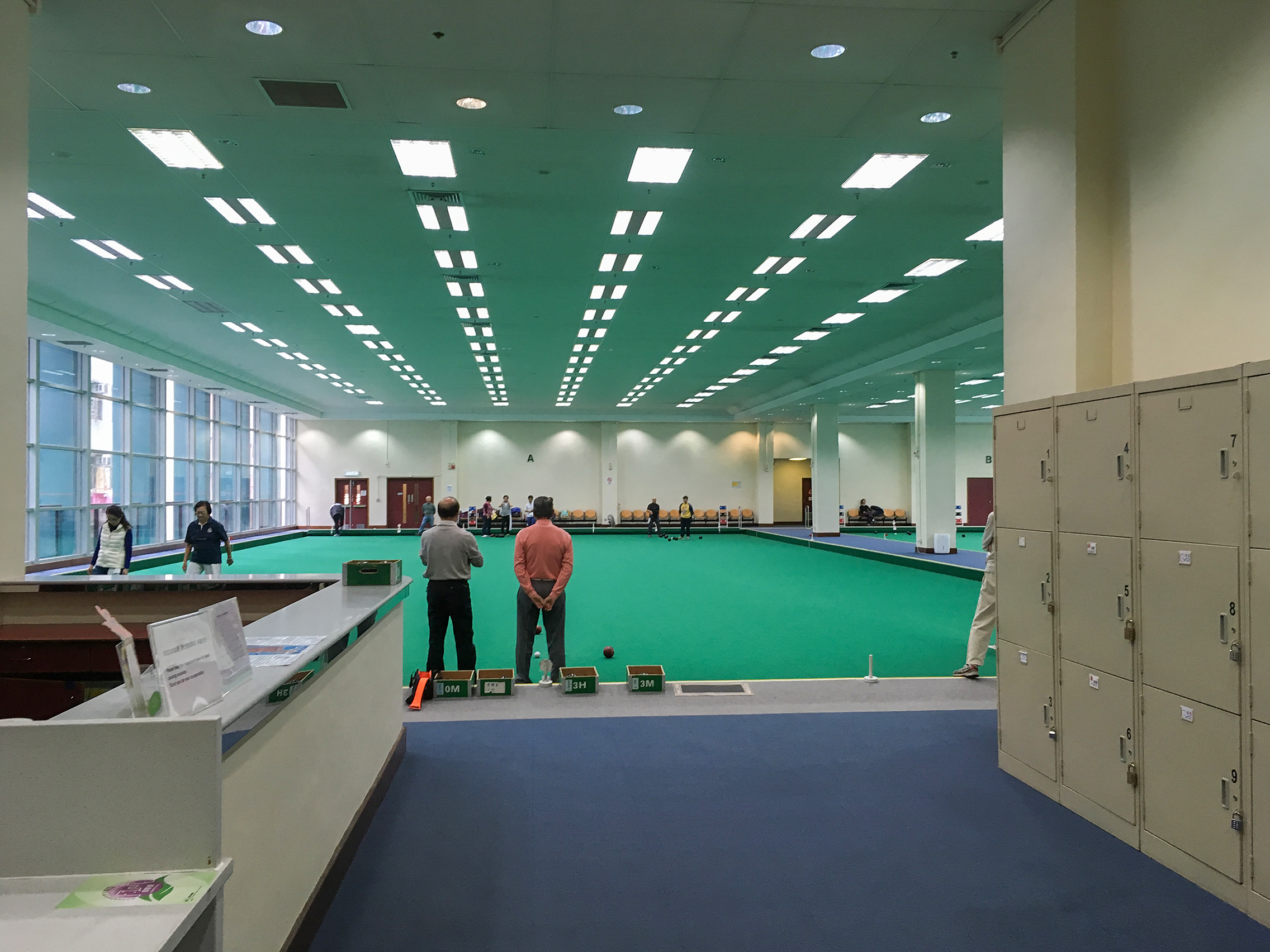
鴨脷洲體育館4樓室內草地滾球場

## 鄰近
- 洪聖古廟
- 鴨脷洲海濱長廊
- 鴨脷洲大街

## 外部連結
- 食環署：鴨脷洲街市 （页面存档备份，存于）
- 康文署：鴨脷洲體育館 （页面存档备份，存于）
- 香港公共圖書館：鴨脷洲公共圖書館 （页面存档备份，存于）